# 平野泰新
平野 泰新（ひらの たいしん、1995年2月15日 - ）は、日本のアイドル、俳優、タレント、歌手。東海地方を拠点に活動する日本の3人組男性アイドルグループMAG!C☆PRINCEのメンバー。
愛知県半田市出身。ワタナベエンターテインメント所属。

## 略歴
2015年1月、ワタナベエンターテインメントが仮のグループ名をNAGOYAボーイズ(仮)とし、CBCテレビとの合同によるオーディションを開催し、約2020人の応募者からメンバーに選ばれ芸能活動を始める。

## 人物
- 特技：新体操[5]
- モンスターボックス世界記録保持者[注 1]（番組公認世界記録23段・高さ3m06cm）
- 2019年より半田市PR大使に就任[2]

## 出演

### 映画
- 劇場版 1979 はじまりの物語　はんだ山車まつり誕生秘話（2022年4月1日、スターキャット） - 石川善音 役

### テレビドラマ
- 1979 はじまりの物語 〜はんだ山車まつり誕生秘話〜（2020年4月 - 2021年3月、CAC） - 石川善音 役[6]

### 舞台
- イマーシブシアター「『サクラヒメ』～『桜姫東文章』より～」（2020年1月24日 - 2月4日、京都府 南座） - 鳶 役 [7][8]
- 舞台『灼熱カバディ』（2022年2月18日 - 27日、シアター1010）- 室屋大助 役[9]
- 「まるは食堂」創業70周年記念公演　まるは食堂（2022年9月14日 - 18日、あうるすぽっと/年9月23日 - 24日、ウインクあいち） [10]
- 水谷千重子50周年記念公演「大江戸混戦物語 ニンジャーゾーン」（2023年6月4日-6月18日、明治座/7月27日 - 8月6日、博多座）[11]
- ミュージカル「東京リベンジャーズ」（2023年11月24日 - 26日、天王洲 銀河劇場 / 12月1日 - 3日、メルパルクホール大阪）- 林 良平 役[12][13]
  - ミュージカル「東京リベンジャーズ」ライブ「リベミュ祭」（2025年10月31日 - 11月3日〈予定〉、日本青年館ホール / 11月8日・9日〈予定〉、森ノ宮ピロティホール）[14]
- 舞台「まるは食堂 2024」（2024年4月17日 - 21日、座・高円寺1 / 4月24日 - 25日、半田市福祉文化会館 / 4月28日 - 29日、メニコン シアターAoi）
- 「SCANP14 ～壬生浪士無頼伝 」（2024年8月1日～4日、千種文化小劇場）
- 国性爺合戦〜虎が目覚めし刻（2024年12月13日 - 15日、青少年文化センター）[15]
- TOKAI RADIO PRODUCE 舞台「十二人の怒れる男」（2025年8月8日 - 11日〈予定〉、千種文化小劇場） - 陪審員11号 役[16]